# Кеті Дребот
Кеті Дребот (англ. Katie Drabot, 2 вересня 1997) — американська плавчиня.
Призерка Чемпіонату світу з водних видів спорту 2019 року.
Призерка Пантихоокеанського чемпіонату з плавання 2018 року.
Призерка літньої Універсіади 2017 року.